# Alisma gramineum
Espèce
Classification phylogénétique
Statut de conservation UICN

 DD  : Données insuffisantes
Alisma gramineum, l'alisma graminoïde ou Flûteau à feuilles de graminée, est une espèce de plantes herbacées monocotylédones de la famille des Alismataceae. Cette plante se développe dans les milieux humides.

## Caractéristiques
Plante herbacée, mesurant entre 5 et 100 cm de hauteur. Les feuilles sont submergées, flottantes ou émergentes. Les feuilles submergées sont sessiles et rubanées. Les feuilles émergées sont plutôt linéaires, un peu plus larges au sommet.
La floraison est une panicule de fleurs mauve clair à blanches. La floraison est estivale ou automnale.
Le fruit est un akène plutôt rond de 3 à 6 mm de diamètre.

## Taxonomie et classification
Synonymes:
- Alisma geyeri Torrey
- Alisma gramineum var. angustissimum A. J. Hendricks
- Alisma gramineum var. wahlenbergii Raymond et Kucyniak

## Écologie
Assez répandu dans le centre de l’Amérique du Nord. Au Canada, on la trouve à l'état naturel dans les provinces de la Colombie-Britannique, de la Saskatchewan, du Manitoba, de l'Ontario et du Québec. Aux États-Unis, elle est présente dans les États de l'Arizona, la Californie, le Colorado, l'Idaho, le Minnesota, le Montana, le Nebraska, le Nevada, l'État de New-York, le Dakota du Nord et du Sud, l'Oregon, l'Utah, Le Vermont, l'État de Washington et le Wyoming.
Elle pousse dans les eaux peu profondes des marais et des lacs. On la trouve aussi dans les zones boueuses.

## Horticulture
La plante est cultivée et commercialisée pour agrémenter les jardins d'eau.